# Elachyptera holtzii
Elachyptera holtzii là một loài thực vật có hoa trong họ Dây gối. Loài này được (Loes. ex Harms) R.Wilczek mô tả khoa học đầu tiên năm 1960.